# Felipe V của Tây Ban Nha
Felipe V của Tây Ban Nha (tiếng Tây Ban Nha: Felipe V de España, tiếng Pháp: Philippe d'Espagne; 19 tháng 12 năm 1683 – 9 tháng 7 năm 1746) là Vua của Tây Ban Nha. Felipe lên ngôi hai lần. Lần thứ nhất từ ngày 1 tháng 11 năm 1700 đến 15 tháng 1 năm 1724 rồi nhường ngôi cho con là Luis I. Khi Luis I mất, Felipe trở lại ngai vàng, trị vì và từ 6 tháng 9 năm 1724 đến khi mất vào ngày 9 tháng 7 năm 1746.
Trước khi lên ngôi, Felipe nắm giữ một vị trí cao trong hoàng tộc Pháp, ông là cháu nội của Đức vua Louis XIV. Phụ thân ông, Louis, Đại Thái tử, là người có tư cách kế vị ngai vàng ở Tây Ban Nha sau khi ngôi vua bỏ trống vào năm 1700. Tuy nhiên, vì Đại thái tử và con trai trưởng của ông, đồng thời là hoàng huynh của Felipe, Louis, Công tước xứ Bourgogne, không được sự ủng hộ để nắm ngôi vua của cả Pháp và Tây Ban Nha, nên vua Carlos II của Tây Ban Nha đề nghị Felipe là người kế nhiệm trong di chúc của ông ta. Tuy nhiên ý thức được khả năng nối ngôi ở Pháp của Felipe là rất cao, các cường quốc châu Âu đã lo sợ về sự mất cân bằng quyền lực ở châu Âu khi Pháp và Tây Ban Nha hợp nhất, vì thế họ tìm cách ngăn chặn nó bằng cuộc chiến tranh kéo dài 14 năm, tức Chiến tranh Kế vị Tây Ban Nha, kết thúc với Hiệp ước Utrecht nhằm ngăn chặn sự thống nhất của hai ngai vàng.
Felipe là thành viên đầu tiên trong gia tộc Bourbon cai trị Tây Ban Nha. Thời gian cai trị tổng cộng của ông, 45 năm và 21 ngày, là kỉ lục trong lịch sử Tây Ban Nha mấy trăm năm nay.
Năm 1701, Felipe kết hôn với người chị em đời thứ hai của mình là Maria Luisa xứ Savoy, họ có với nhau 4 người con trai. Hai người con trai còn sống đến tuổi trưởng thành của họ trở thành 2 vị vua tương lai của Tây Ban Nha, gồm có Louis I và Ferdinand VI. Maria Luisa qua đời năm 1714, và Felipe tái hôn với Elisabeth Farnese của Gia đình hoàng gia Parma. Felipe và Elisabeth có 7 người con, trong đó người con trai lớn nhất sẽ trở thành vua Carlos III của Tây Ban Nha trong tương lai. Do chứng trầm cảm của Felipe, Vương hậu Elisabeth đã nắm quyền kiểm soát chính phủ Tây Ban Nha. Khi Felipe qua đời năm 1746, con trai ông là Ferdinand kế vị. Các vương tộc cai trị Vương quốc Hai Sicilie và Công quốc Parma đều đến từ các hậu duệ của Felipe với người vợ thứ 2.
Triều đại của Felipe thường bị các nhà sử học chỉ trích, mặc dù đôi khi cũng được khen ngợi dành cho những cải cách của ông. Nhà sử học Stanley G. Payne đã viết rằng "Felipe V là một nhà cai trị loạn thần, hay dao động, chỉ quan tâm đến lịch sự bên ngoài và chỉ dũng cảm trong trận chiến. Ông ấy không hiểu nhiều về lợi ích và nhu cầu của người Tây Ban Nha."

## Thời niên thiếu
Philippe chào đời ở Cung điện Versailles tại Pháp. Ông là con trai thứ hai của Louis của Pháp, Đại Trữ quân, người thừa kế ngai vàng Pháp, với Thái tử phi Maria Anna Victoria xứ Bayern, Dauphine Victoire. Anh trai của Philippe là Louis, Công tước Burgundy, phụ thân Louis XV của Pháp. Khi đủ tuổi, Philippe được tấn phong tước vị Công tước xứ Anjou, danh hiệu truyền thống dành cho người con thứ trong Vương thất Pháp. Ông thường được gọi với tên gọi này trước khi trở thành vua Tây Ban Nha. Bởi vì anh trai của Philippe là người đứng thứ hai trong danh sách kế vị ngôi vua ở Pháp sau phụ thân ông, nên rất ít hi vọng để cho cả ông và em trai là Charles, Công tước xứ Berry, có thể kế vị ở Pháp.
Felipe cùng với các anh em của ông được giáo dưỡng bởi gia sư François Fénelon, Đại Giám mục Cambrai. Ba người cũng có một gia sư khác là Paul de Beauvilliers.

### Tuyên bố ngôi vua Tây Ban Nha

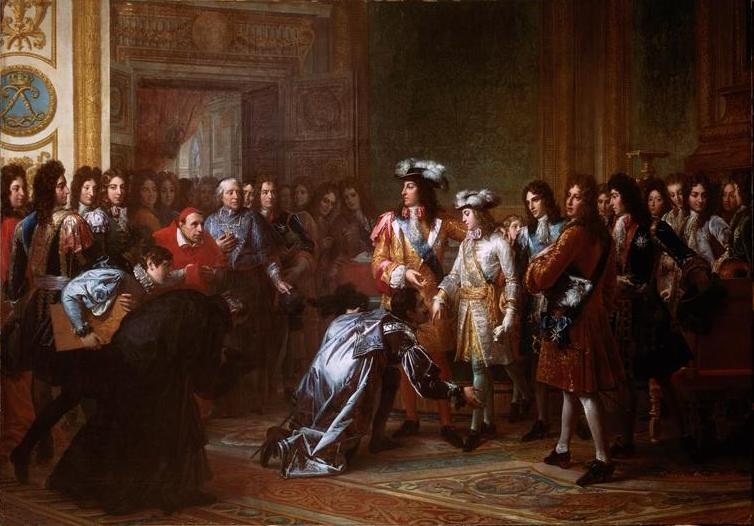
Felipe V tuyên bố là Vua của Tây Ban Nha tại Cung điện Versailles ngày 16 tháng 11 năm 1700.

Năm 1700, Carlos II của Tây Ban Nha qua đời mà không để lại hậu duệ. Khi đó Felipe không có nhiều cơ hội thừa kế ngai vàng Tây Ban Nha, vì bà nội ông, María Teresa của Tây Ban Nha, con gái vua Felipe IV với người vợ đầu tiên là Élisabeth của Pháp, đã từ bỏ quyền kế vị. María Teresa là chị gái cùng cha khác mẹ của vua Carlos II. Trên thực tế, tổ phụ của ông, vua Louis XIV cùng các quân vương khác ở châu Âu đã đồng ý rằng ngai vàng sẽ thuộc về José Fernando. Hiệp ước đầu tiên phân chia Tây Ban Nha, được ký tại The Hague trong năm 1698 theo đóo José Fernando sẽ là vua của toàn bộ Tây Ban Nhao trừ Guipuzcoa - và Sardinia, Hà Lan thuộc Tây Ban Nha và các lãnh thổ ở Bắc Mĩ. Pháp được trao Guipuzcoa, Naples và Sicily, trong khi Áo sẽ chiếm Milanesado.
Cái chết của José Fernando làm thất bại kế hoạch. Lúc đó ý muốn của nhà vua là truyền ngôi cho Philippe, cháu nội của người chị cùng cha khác mẹ của ông, María Teresa của Tây Ban Nha bà là vương hậu của vua Louis XIV. Nếu như ông từ chối, ngai vàng Tây Ban Nha sẽ được trao cho em trai của Philippe, Công tước xứ Berry, và tiếp đó là Đại Công tước Karl của Áo, về sau ông trở thành hoàng đế Karl VI của Đế chế. Felipe có quyền kế vị ngôi vua Tây Ban Nha tốt hơn đối thủ người Áo, bởi bà nội và bà cố nội đều thuộc nhánh lớn hơn so với Đại Công tước Karl của Áo. Tuy nhiên, phe Áo tuyên bố rằng María Teresa đã từ bỏ ngai vàng của bản thân và hậu duệ khi thành hôn với vua Pháp. Phe Pháp phản đối khi tuyên bố rằng của hồi môn của cuộc hôn nhân không bao giờ được chi trả.
Hiệp ước phân chia Tây Ban Nha lần thứ hai được ký kết năm 1700, theo đó toàn bộ vương quốc, thuộc Tây Ban Nha, Naples, Sicily và Tuscany sẽ cho Thái tử Pháp, trong khi Hoàng đế Leopold, Công tước xứ Lorraine, nhận Milanesado để đổi lấy việc nhượng Lorraine và Bar để cho Thái tử Pháp. Nhưng nếu cả hai Hà Lan và Anh đã hài lòng với thỏa thuận này, hoàng đế không đồng tình và tuyên bố toàn bộ thừa kế Tây Ban Nha. Carlos quyết định chọn Philippe vì ông cho rằng Louis XIV sẽ có thể giúp vương quốc của ông không bị phân chia sau này
Sau khi Hội đồng Hoàng gia họp ở Pháp mà tại đó Thái tử đã tuyên bố ủng hộ quyền kế vị của con trai mình, và Philippe đã được công nhận là người nối ngôi ở Tây Ban Nha, nhưng phải từ bỏ quyền kế vị ở Pháp cho chính ông và con cháu của ông.
Sau khi Hội đồng Hoàng gia quyết định chấp nhận Philippe là người nối ngôi Carlos ở Tây Ban Nha, đại sứ Tây Ban Nha được triệu đến để gặp vị tân vương của họ. Viên đại sứ, cùng với con trai của Philippe, quỳ trước Philippe và đọc một bài phát biểu dài bằng tiếng Tây Ban Nha mà Philippe không hiểu ông ta nói gì, mặc dù Louis XIV (con trai và chồng của một Vương nữ Tây Ban Nha) có thể hiểu được. Felipe về sau mới học tiếng Tây Ban Nha.
Ngày 1 tháng 11 năm 1700, Carlos II băng hà ở Marrid. Tin tức truyền về Versailles, ngày 16 tháng 11, vua Louis XIV đưa cháu trai của ông đến Tây Ban Nha và tuyên bố: "Thưa các ngài, đây là vua Tây Ban Nha". Sau đó ông nói với Philippe (kể từ giờ gọi là Felipe): "Hãy cai trị thật tốt Tây Ban Nha, đó là nhiệm vụ đầu tiên của con, nhưng hãy nhớ rằng con chào đời ở Pháp, và phải duy trì mối quan hệ giữa hai nước chúng ta, đây là cách để làm cho thần dân hạnh phúc và gìn giữ hòa bình ở châu Âu"
Sau đó, tất cả các nước châu Âu đều công nhận vua Felipe, trừ Hoàng đế nhà Habsburg. Felipe V rời Versailles vào ngày 4 và đặt chân lên Tây Ban Nha ngày 22 tháng 1 năm 1701, ca khải hoàn vào thành Marrid ngày 18 tháng 12.

### Hôn nhân thứ nhất
Ngày 2 tháng 11 năm 1701, Felipe thành hôn với công chúa 13 tuổi Maria Luisa xứ Savoy, người được ông nội ông lựa chọn. Bà là con gái của Victor Amadeus II, Công tước Savoy, và dì họ của ông là Anne Marie d'Orléans, họ cũng là cha mẹ của Công nương Burgundy, chị dâu của Felipe. Họ tổ chức lễ kết hôn thông qua đại diện tại Turin, thủ đô của Công quốc Savoy, và một buổi lễ khác ở Versailles ngày 11 tháng 9.
Là Hoàng hậu Tây Ban Nha, Maria Luisa rất được lòng thần dân. Bà làm Nhiếp chính cho chồng nhiều lần. Lần thành công nhất là khi Felipe viễn chinh ở Ý trong 9 tháng năm 1702. Năm 1714, Hoàng hậu qua đời ở tuổi 26 vì bệnh lao, khiến chồng bà suy sụp về tinh thần.

## Chiến tranh Kế vị Tây Ban Nha

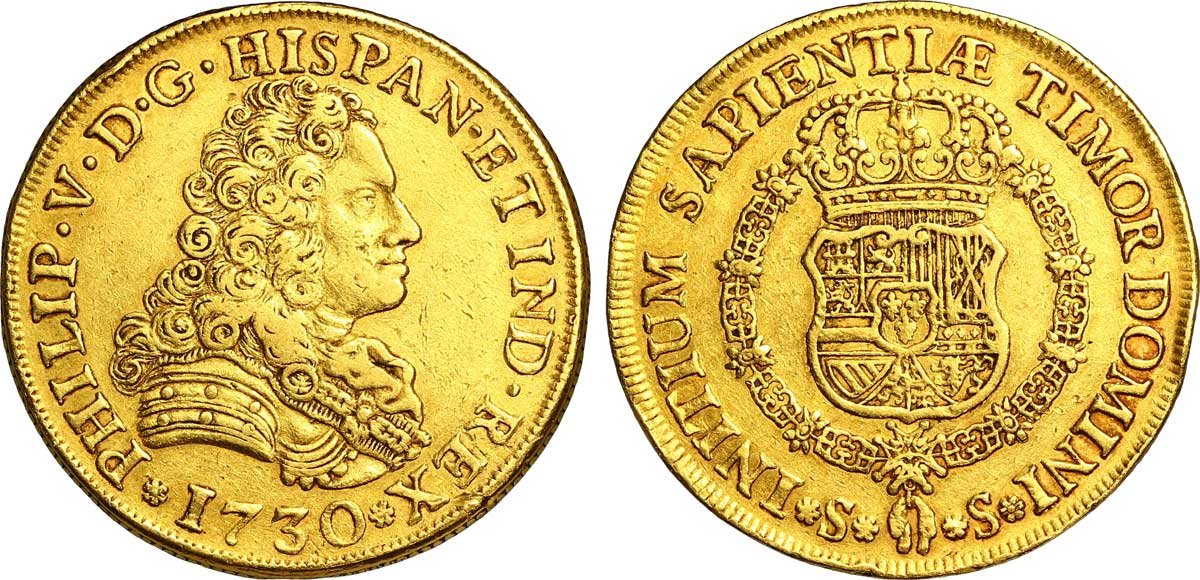
Felipe V của Tây Ban Nha

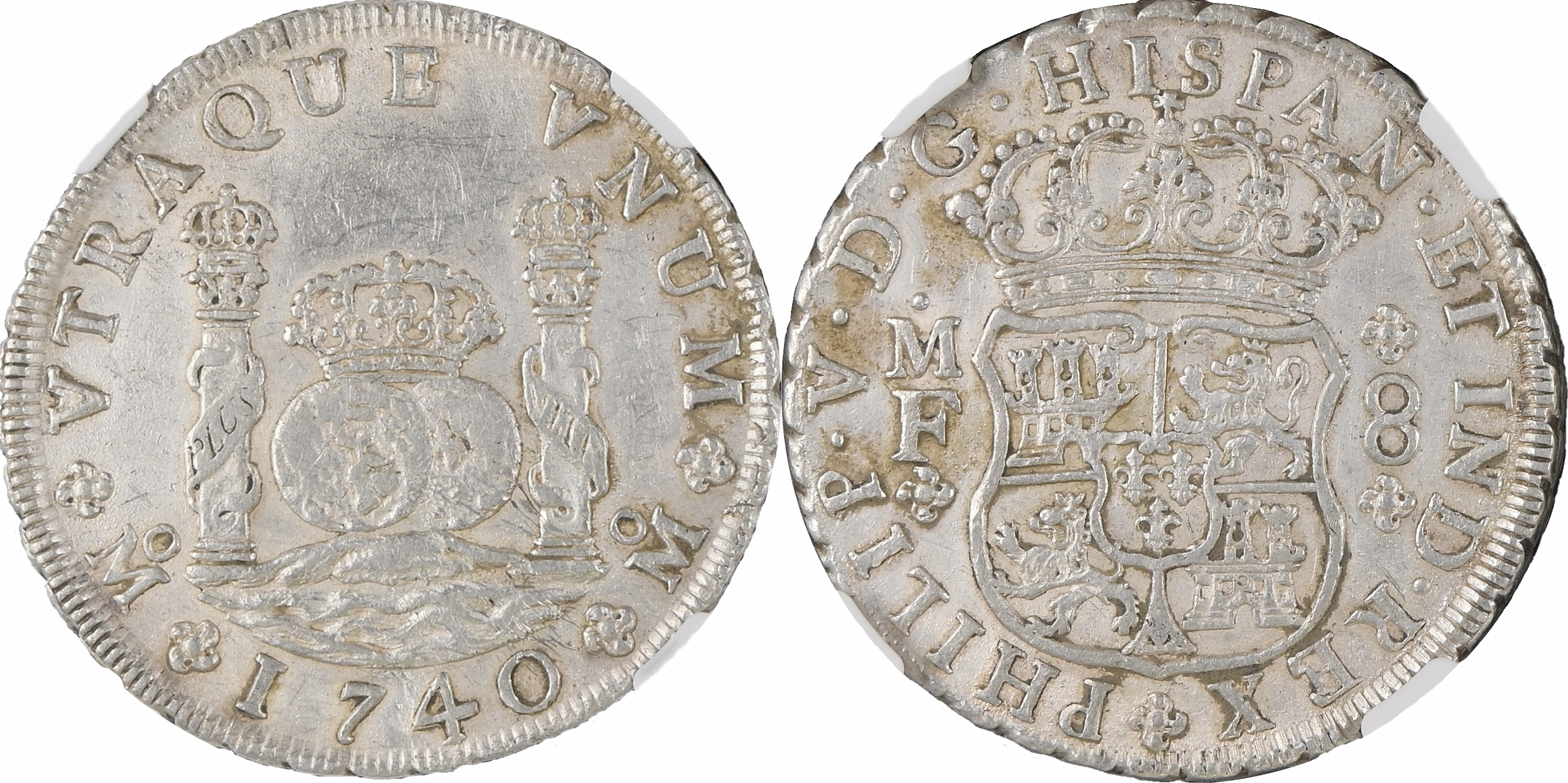
Xu bạc: 8 Real của Tân Tây Ban Nha được đúc dưới thời trị vị thứ 2 của Felipe V

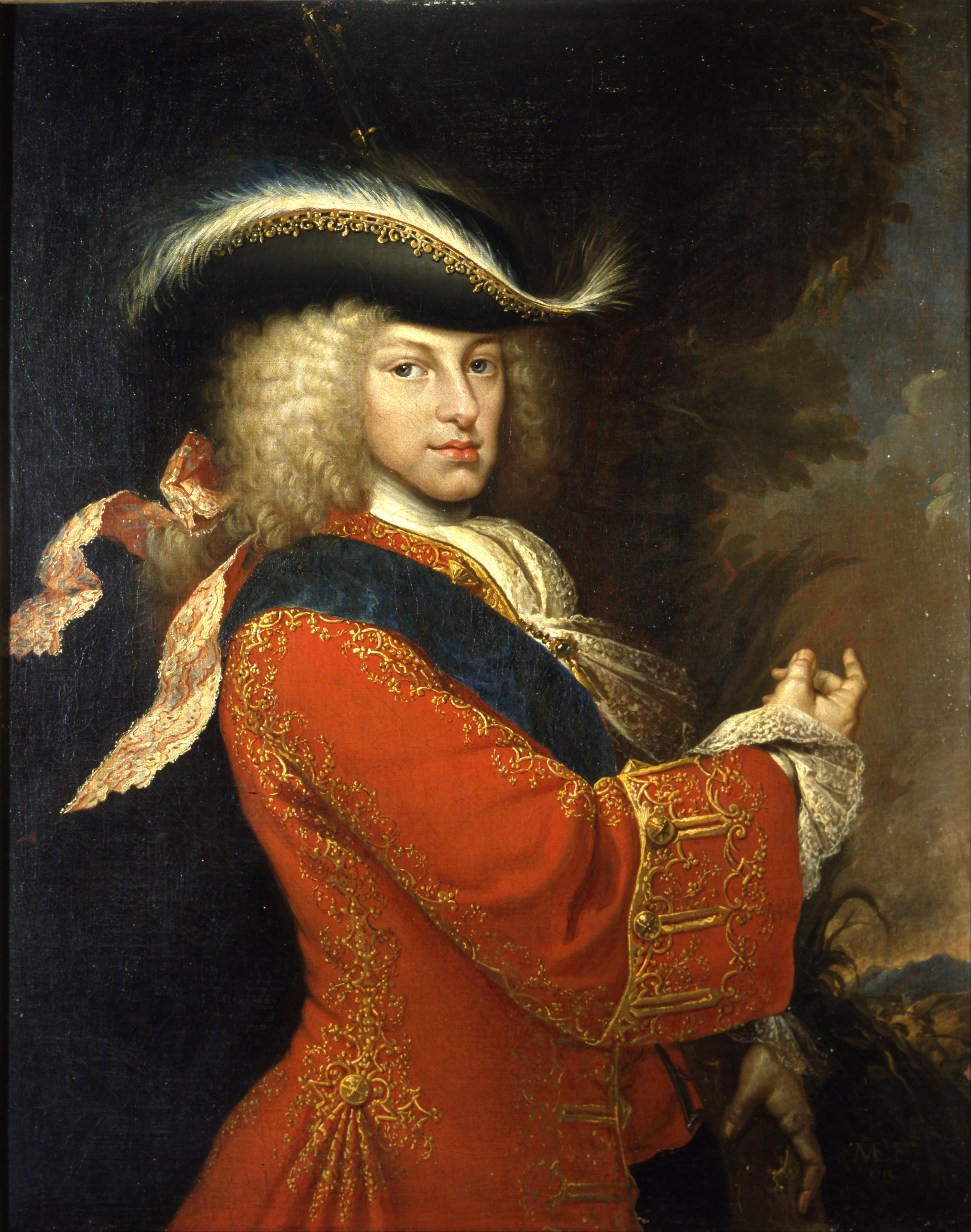
Felipe V của Tây Ban Nha trong trang phục thợ săn

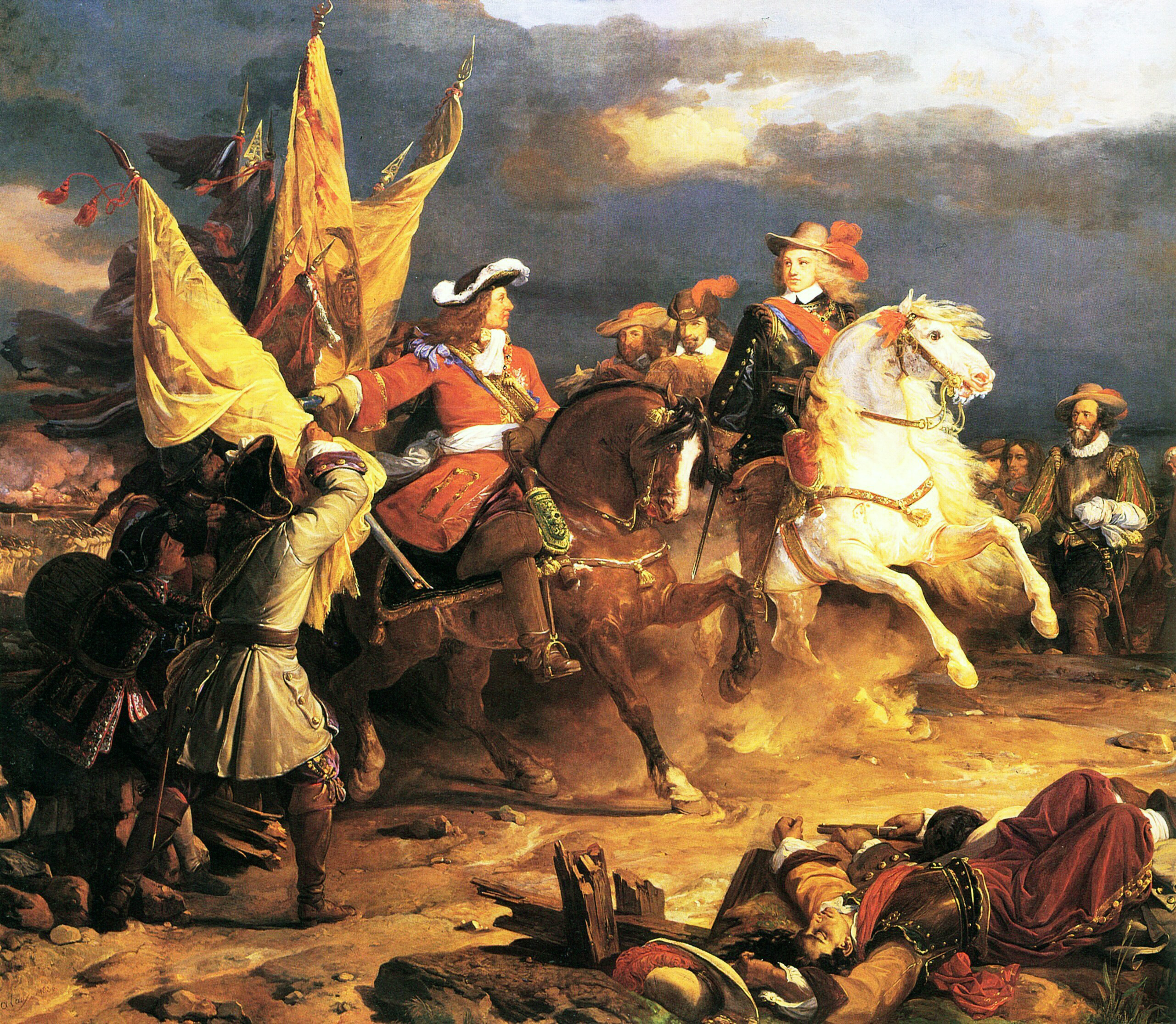
Felipe (bên phải) trong Trận Villaviciosa

Những hành động của Louis XIV gây ra nỗi sợ hãi cho người Anh, người Hà Lan và người Áo. Tháng 2 năm 1701, Louis XIV triệu tập Pháp viện ở Paris để thông cáo một sắc lệnh rằng nếu anh trai của Felipe, Hoàng tôn Louis, chết mà không có con cái, thì Felipe sẽ rời bỏ ngai vàng Tây Ban Nha để kế vị ở Pháp, đảm bảo sự liên tục cho triều đại lớn nhất ở châu Âu lúc đó.

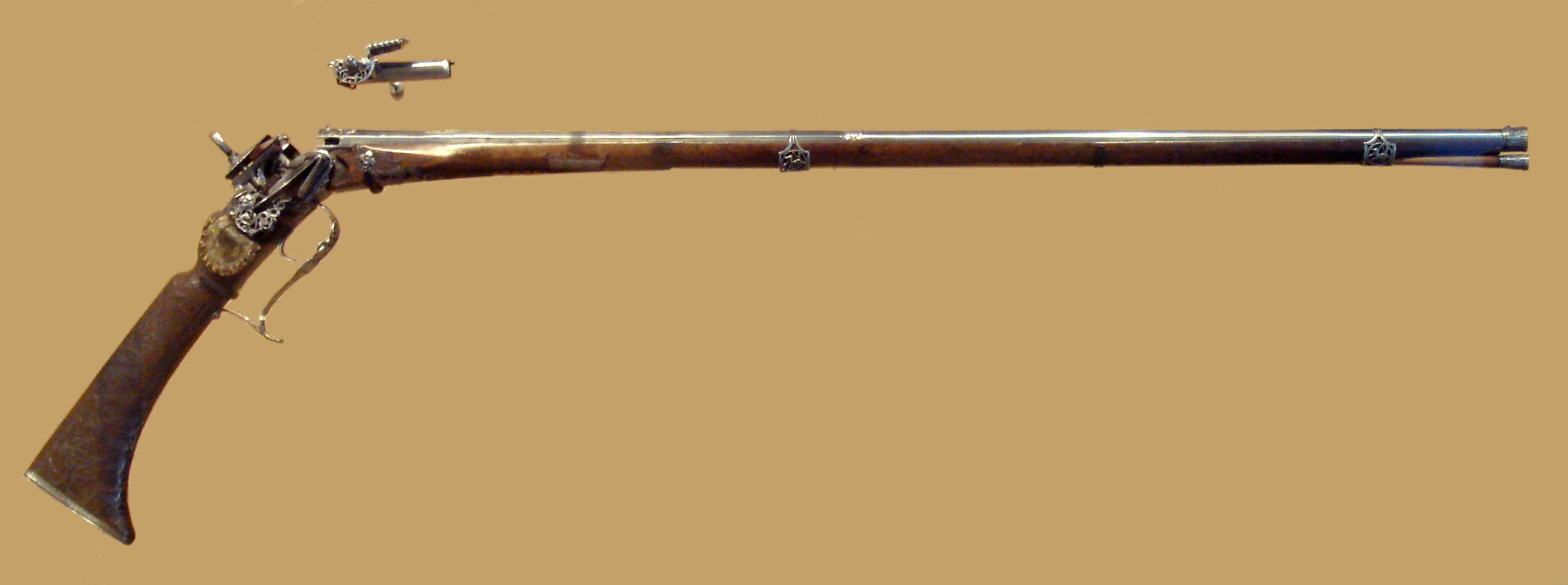
A breech loading miquelet musket with a reusable cartridge, used by Philip V, made by A. Tienza, Madrid, circa 1715

Tuy nhiên, một đạo luật thứ hai của nhà vua Pháp "biện minh một cách giải thích thù địch": theo một hiệp ước với phía Tây Ban Nha, Louis chiếm giữ nhiều vùng trên đất Hà Lan thuộc Tây Ban Nha (nay thuộc Bỉ và Nord-Pas-de-Calais). Đó là ngòi kích nổ cho những vấn đề chưa được giải quyết trong Chiến tranh Liên minh Augsburg (1689–97) và sự chấp nhận việc thừa kế ở Tây Ban Nha của Louis cho đứa cháu trai.
Gần như ngay lập tức Chiến tranh Kế vị Tây Ban Nha bùng nổ. Lo lắng việc Pháp-Tây Ban Nha hợp nhất dưới vương triều Bourbon sẽ phá vỡ thế cân bằng quyền lực và một đế quốc rộng lớn sẽ nuốt chửng châu Âu của các cường quốc Anh, Hà Lan và Áo là nguyên nhân sâu xa của cuộc chiến.
Bên trong Tây Ban Nha, các quý tộc Castile ủng hộ Felipe của Pháp. Trái lại, các quý tộc Aragon ủng hộ Karl của Áo, con trai Hoàng đế Leopold I và tuyên bố ngai vàng Tây Ban Nha đáng lý phải truyền cho hậu duệ Công chúa Maria Anna của Tây Ban Nha. Karl được tôn làm Vua của Aragon với vương hiệu Carlos III.
Cuộc chiến tranh diễn ra ở trung tâm và miền tây châu Âu (đặc biệt là Vùng đất thấp), với chiến trường chính là Đức và Ý. Hoàng thân Eugene xứ Savoy và Công tước Marlborough là chỉ huy lực lượng hai phe ở Vùng đất thấp. Tại các thuộc địa Bắc Mỹ, cuộc xung đột chủ yếu là thực dân Anh chiến đấu chống Pháp và Tây Ban Nha trong cuộc chiến gọi là Chiến tranh Nữ hoàng Anne. Trong suốt cuộc chiến, có tới hơn 400,000 người đã thiệt mạng.
Đối mặt với cuộc chiến, từ năm 1707, Felipe ban hành Sắc lệnh Nueva Planta, theo đó tập trung thống trị Tây Ban Nha dưới mô hình chính trị và hành chính xứ Castilia và bãi bỏ điều lệ các vương quốc được tự trị thuộc Tây Ban Nha như Vương quốc Aragón, nơi ủng hộ Karl VI trong cuộc chiến—ngoại trừ Vương quốc Navarre và phần còn lại của xứ Basque, những nơi ủng hộ Felipe là vua của họ trong cuộc chiến tranh, và họ được quyền bán tự trị. Các chính sách này phỏng theo mô hình ở Pháp dưới thời Louis XIV và được ủng hộ bởi các chính trị gia như Joseph de Solís và sự ra đời của Sardinia, triết học chính trị Vicente Bacallar.
Tại một vài thời điểm năm 1712, Felipe được đề nghị từ bỏ ngôi vua Tây Ban Nha để trở thành thái tử Pháp, nhưng ông từ chối.
Felipe quyết định từ bỏ quyền kế vị ở Pháp với một điều kiện: sự ra đời của Đạo luật bán-Salic ở Tây Ban Nha. Theo luật này, ngai vàng của Tây Ban Nha chỉ giới hạn trong con cháu dòng nam của ông trước khi nó được trao cho phụ nữ, một điều kiện mà ông đã trình bày trong Hiệp ước Utrecht. Nó không được đồng ý cho đến khi Hiệp ước được ký kết (10 tháng 5 năm 1713) theo đó Tây Ban Nha và Liên hiệp Anh thiết lập hòa bình với Hiệp ước Utrecht thứ 2 (thêm Đạo luật mới vào Hiệp ước). Theo các điều khoản của Hiệp ước Utrecht nhằm chấm dứt chiến tranh, Tây Ban Nha buộc phải cắt nhường Minorca và Gibraltar cho Liên hiệp Anh; Hà Lan thuộc Tây Ban Nha, Naples, Milan, và Sardinia cho nhà Habsburg; và Sicily và một phần Milan cho Savoy.

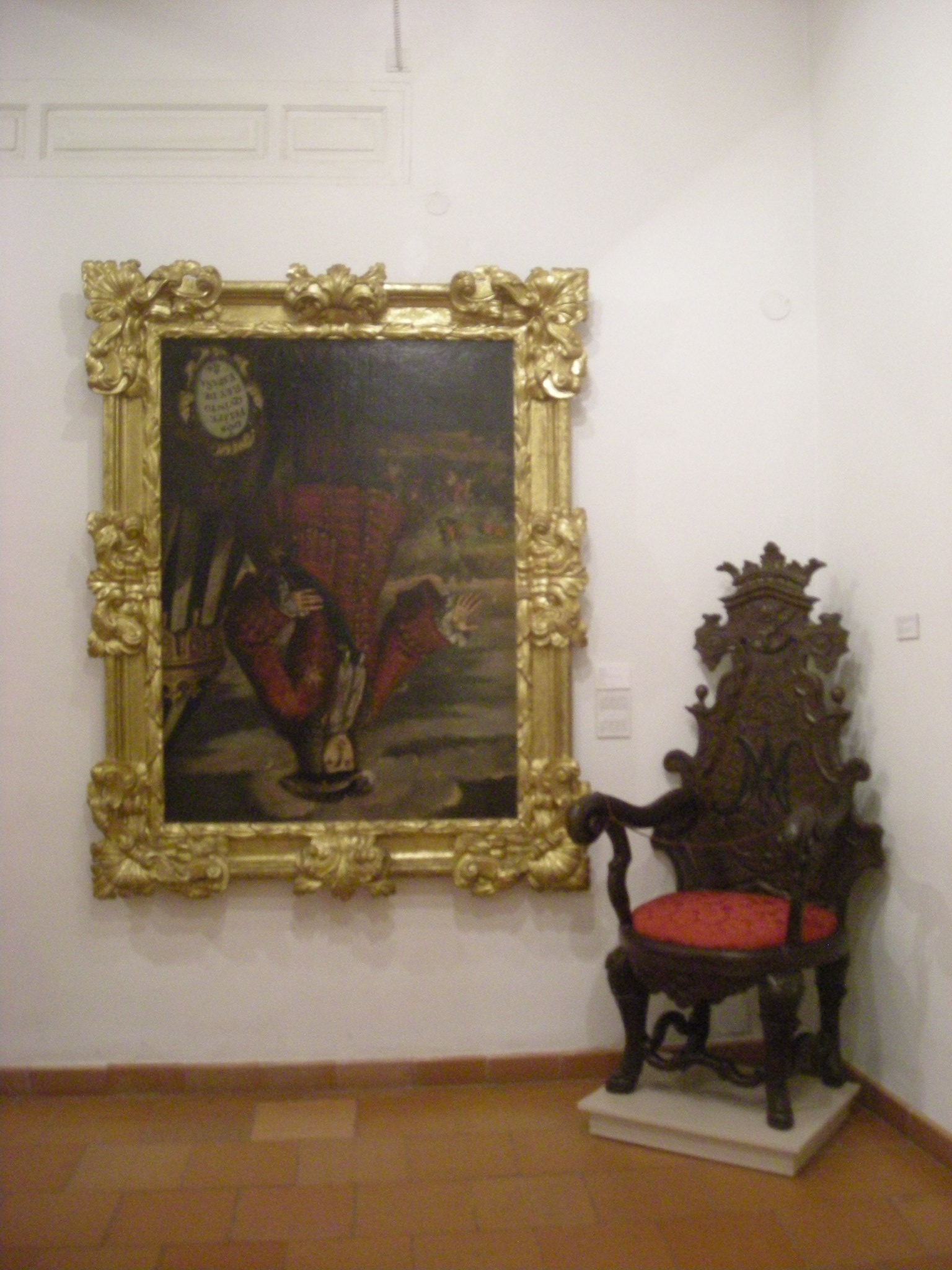
Portrait of Philip V of Spain exhibited upside down in the es, Xativa, for having burned the city in 1707.

Tây Ban Nha phải hứng chịu những tổn thất rất lớn, làm địa vị của đế quốc này đã suy yếu lại càng suy yếu hơn. Trong suốt thời gian cai trị, Felipe tìm cách giành lại địa vị cho đế quốc Tây Ban Nha. Cố gắng để đảo ngược các điều khoản của Hiệp ước Utrecht, ông tái tuyên bố chủ quyền của người Tây Ban Nha ở Ý, gọi là Chiến tranh Liên minh bốn bên (1718-1720) mà Tây Ban Nha phải chiến đấu với 4 cường quốc. Felipe V phải chấp nhận lập lại hòa bình.
Felipe V hỗ trợ thương mại với tài sản của Tây Ban Nha ở lục địa Mỹ. Vào thời điểm này, những nhân vật quan trọng của lịch sử hải quân Tây Ban Nha xuất hiện, trong số đó có tên cướp biển Amaro Pargo mà nhà vua được hưởng lợi trong các cuộc xâm lược thương mại và cướp biển của mình.

### Hôn nhân thứ hai
Không lâu sau cái chết của hoàng hậu Maria Luisa năm 1714, Nhà vua quyết định tái hôn. Vợ thứ hai của ông là Elisabeth xứ Parma, con gái Odoardo Farnese, Hoàng thân kế vị Parma, và Dorothea Sophie xứ Palatinate. Ở tuội 21, ngày 24 tháng 12 năm 1714, bà kết hôn thông qua đại diện ở Parma. Chủ hôn là Hồng y Alberoni, với sự đồng ý của Công nương Ursins, Camarera mayor de Palacio ("quản gia") của Nhà vua Tây Ban Nha.

### Thoái vị
Ngày 14 tháng 1 năm 1724, Felipe thoái vị và nhường ngôi cho vương trưởng tử 17 tuổi là Luis, lý do của hành động này còn đang bị tranh cãi. Một giả thuyết cho rằng Felipe V, người đã biểu hiện nhiều yếu tố bất ổn về tinh thần trong suốt triều đại của ông, không muốn cai trị do đầu óc căng thẳng. Giả thuyết thứ hai cho rằng sự thoái vị này đến từ nội bộ gia tộc Bourbon. Các thành viên trong hoàng gia Pháp gần dây tử vong rất nhiều do bệnh tật. Thật vậy, Felipe thoái vị chỉ một tháng sau cái chết của Công tước xứ Orléans, người nhiếp chính cho vua Louis XV. Việc thiếu người thừa kế có thể dẫn đến nguy cơ về cuộc chiến tranh mới trên lục địa. Felipe là một hậu duệ hợp pháp của Louis XIV, nhưng vấn đề trở nên phức tạp bởi Hiệp ước Utrecht, cấm một liên minh cá nhân giữa Pháp và Tây Ban Nha. Giả thuyết giả định rằng Felipe V hy vọng rằng bằng cách thoái vị ở Tây Ban Nha, ông có thể phá vỡ Hiệp ước và được quyền lên ngôi vua ở Pháp..
Tuy nhiên, Luis chết ngày 31 tháng 8 năm 1724 ở Madrid vì bệnh đậu mùa, chỉ trị vì 7 tháng và không có con nối. Felipe buộc phải lên ngôi lần thứ hai vì vương tử thứ hai của ông, về sau là vua Fernando VI, chưa đến tuổi trưởng thành.

## Thời kì cuối

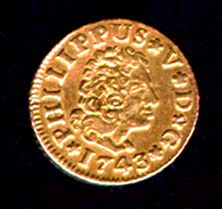
Một nửa đồng xu vàng tin hình Felipe, năm 1743.

Felipe giúp đỡ vương tộc Bourbon của ông mở rộng lãnh thổ trong Chiến tranh Kế vị Ba Lan và Chiến tranh Kế vị Áo bằng cách chinh phục Naples và Sicily từ Áo và Oran từ Đế chế Ottoman. Cuối cùng, vào cuối triều đại của ông quân Tây Ban Nha cũng đã bảo vệ thành công thuộc địa Mĩ sau một cuộc xâm lược lớn của Anh trong Chiến tranh Jenkins' Ear.
Dưới thời Felipe, Tây Ban Nha bắt đầu phục hồi từ sự trì trệ mà nó đã phải gánh chịu trong suốt vương triều Habsburg thống trị. Mặc dù dân số Tây Ban Nha tăng lên, hệ thống tài chính và thuế quá lạc hậu và ngân sách vị thâm hụt. Những người hầu hạ trong cung được trả lương cao không phải vì có công cai trị đất nước, mà là vì chăm sóc hoàng gia. Quân đội và quan liêu không có đủ lương và ngân khố lại dựa vào các lô bạc từ Tân Thế giới. Tây Ban Nha bị đình chỉ thanh toán nợ năm 1739-dâu hiệu của sự vỡ nợ..

### Cái chết

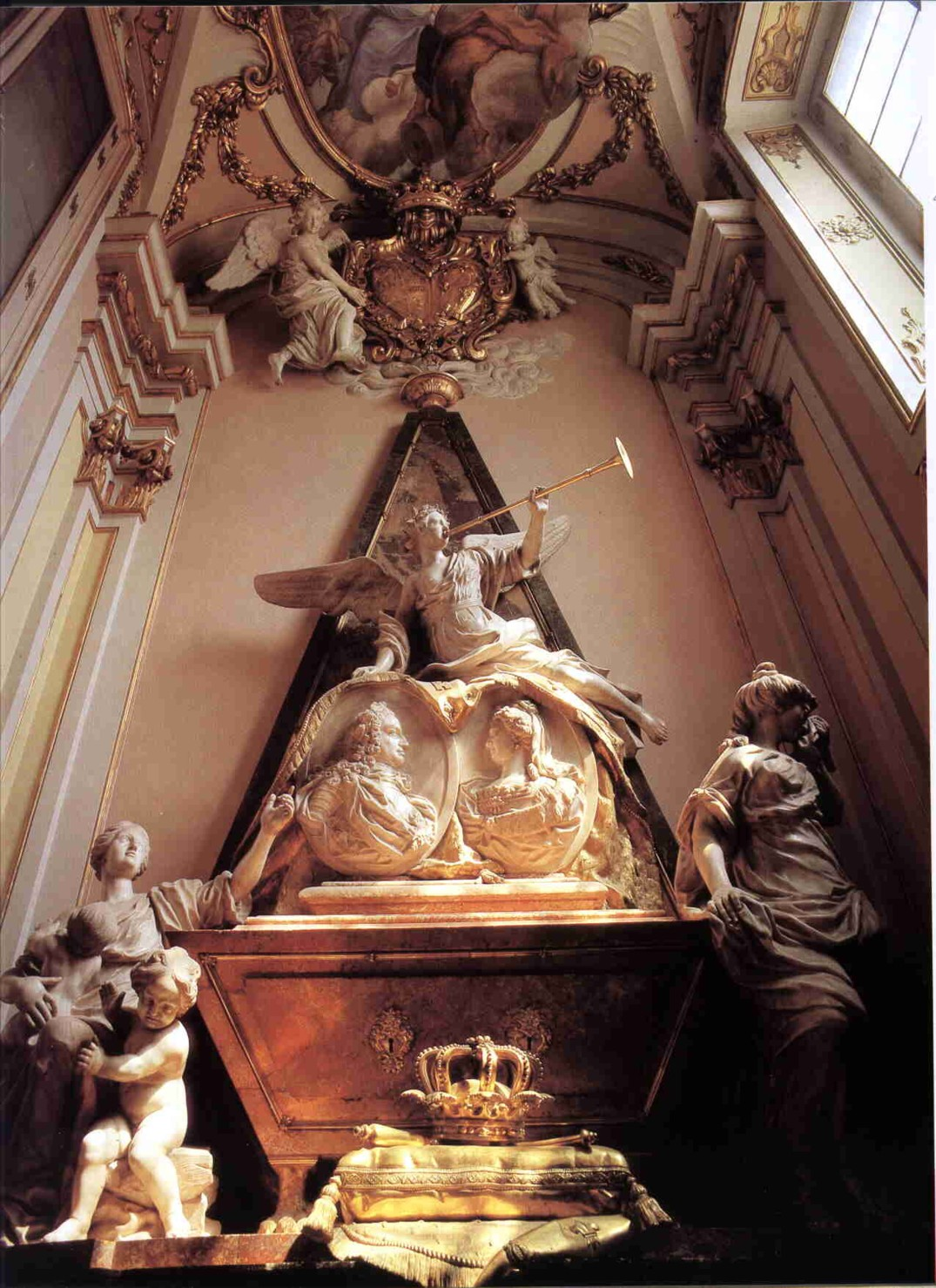
Mộ phần của Felipe V và Elizabeth Farnese tại Nhà thờ Collegiate thuộc Holy Trinity, trong Cung điện hoàng gia La Granja de San Ildefonso (Segovia).

Vào cuối đời, Felipe bị chứng trầm cảm và ngày càng rơi vào trạng thái u uất. Bà vợ thứ hai của ông, Elizabeth Farnese, đã kiểm soát hoàn toàn người chồng thụ động. Bà ta sinh một số hoàng tử nữa, bao gồm người kế vị thứ ba của ông, Carlos III của Tây Ban Nha. Từ tháng 8 năm 1737, bệnh tình của ông dịu đi khi ca sĩ castrato Farinelli, trở thành "Musico de Camara của Đức vua Bệ hạ." Farinelli hát tám đến chín ca khúc cho vua và hoàng hậu mỗi đêm, thường là với 3 nhạc sĩ.
Felipe băng hà ngày 9 tháng 7 năm 1746 tại El Escorial, thuộc Madrid, nhưng ông được an táng ở Cung điện hoàng gia La Granja de San Ildefonso, gần Segovia. Fernando VI của Tây Ban Nha, con trai ông với đệ nhất hoàng hậu Maria Luisa xứ Savoy, lên nối ngôi.

## Con cái
Felipe V kết hôn hai lần. Cuộc hôn nhân đầu tiên với người em họ Maria Luisa của Savoia (17 tháng 9 năm 1688 – 14 tháng 2 năm 1714) vào ngày 3 tháng 11 năm 1701 và họ có bốn người con:
| Hình ảnh | Tên                                                                  | Sinh-mất                                | Ghi chú |
| -------- | -------------------------------------------------------------------- | --------------------------------------- | --- |
|          | Luis I của Tây Ban Nha kết hôn với Louise Élisabeth của Orléans      | 25 tháng 8 năm 1707 31 tháng 8 1724     | Vua Tây Ban Nha (14 tháng 1 năm 1724 – đến khi chết). Triều đại 229 ngày càng ông là ngắn nhất trong lịch sử Tây Ban Nha, ông kết hôn với Louise Éliabeth của Orléans và không có con cái. |
|          | Hoàng tử Felipe của Tây Ban Nha                                      | 2 tháng 7 năm 1709 29 tháng 7 năm 1709  | Chết trẻ. |
|          | Felipe Pedro của Tây Ban Nha                                         | 7 tháng 7 năm 1712 28 tháng 12 năm 1719 | Chết trẻ. |
|          | Fernando VI của Tây Ban Nha Kết hôn với Maria Bárbara của Bồ Đào Nha | 23 tháng 9 năm 1713 10 tháng 8 năm 1759 | Vua của Tây Ban Nha (9 tháng 7 năm 1746 – qua đời). Kết hôn với Bárbara de Braganza nhưng không có con kế vị.                                                                              |

Ông tái hôn với Elisabeth Farnese (25 tháng 10 năm 1692 – 11 tháng 7 năm 1766) ngày 24 tháng 12 năm 1714, Họ có sáu người con
| Hình ảnh | Tên                                                                              | Sinh-mất                                 | Ghi chú |
| -------- | -------------------------------------------------------------------------------- | ---------------------------------------- | --- |
|          | Carlos III của Tây Ban Nha Kết hôn với Maria Amalia của Ba Lan và Sachsen        | 20 tháng 1 năm 1716 14 tháng 12 năm 1788 | Vua của Tây Ban Nha từ (10 tháng 8 năm 1759 – qua đời). Kết hôn với María Amalia de Sajonia; có 13 người con. |
|          | Hoàng tử Francisco                                                               | 21 tháng 3 năm 1717 21 tháng 4 năm 1717  | Chết trẻ. |
|          | Mariana Victoria của Tây Ban Nha Kết hôn với José I của Bồ Đào Nha               | 31 tháng 3 năm 1718 15 tháng 1 năm 1781  | Vương hậu Bồ Đào Nha (31 tháng 7 năm 1750 – 24 tháng 2 năm 1777). Kết hôn với José I của Bồ Đào Nha; có bốn người con. |
|          | Felipe I xứ Parma Kết hôn Louise Élisabeth của Pháp                              | 15 tháng 3 năm 1720 18 tháng 7 năm 1765  | Công tước Parma, Plasencia và Guastalla (1748 – qua đời). Ông thành lập ra nhà Borbón-Parma (còn gọi là Bourbon de Parma); Kết hôn với Luisa Isabel của Pháp; có ba người con. |
|          | María Teresa Rafaela của Tây Ban Nha Kết hôn Louis Ferdinand của Pháp            | 11 tháng 6 năm 1726 22 tháng 7 năm 1746  | Dauphin nước Pháp (23 tháng 2 năm 1745 – qua đời). Kêys hôn với thái tử Louis (con trai vua Louis XV của Pháp); có một người con. |
|          | Luis Antonio Jaime Kết hôn María Teresa của Vallabriga và Rozas                  | 25 tháng7, 1727 7 tháng 8 năm 1785       | [[Đại Giám mục của Arzobispo de Toledo, Linh mục trưởng của Tây Ban Nha (1735), Hồng y Santa María della Scala (1735), trong 8 năm và Giám mục Sevilla (1741), năm 1754 từ bỏ chức danh trong giáo hội, cuối cùng là Bá tước thứ 13 của Chinchón (1761 – qua đời). Kết hôn với người không thuộc tầng lớp quý tộc là María Teresa của Vallabriga và Rozas; có ba con nhưng không được kế tự. |
|          | María Antonia Fernanda của Tây Ban Nha Kết hônn Vittorio Amadeo III của Sardegna | 17 tháng 11 năm 1729 19 tháng 9 năm 1785 | Vương hậu Sardegna (20 tháng 2 năm 1773 – qua đời). Kết hôn với Vittorio Amadeo III của Sardegna; có 12 người con. |

## Di sản
Các sử gia đã không đánh giá cao nhà vua. Lynch cho biết chính phủ của Felipe V chỉ nhỉnh hơn người tiền nhiệm của ông, vị vua bất lực Carlos II. Khi có xung đột nảy ra giữa Tây Ban Nha và Pháp, ông thường ủng hộ Pháp. Tuy nhiên Felipe cũng đã thực hiện một số cải cách trong chính phủ, và củng cố quyền lực của chính quyền trung ương so với địa phương. Dù có một số người thuộc tầng lớp trung lưu có thể vào triều, nhưng hầu hết các vị trí cao cấp vẫn trao cho tầng lớp quý tộc. Nhũng nhiễu và tham nhũng tồn tại dưới Carlos đã gia tăng dưới thời Felipe V. Các cuộc cải cách bắt đầu bởi chính ông tiếp tục phát triển đến đỉnh cao dưới thời Carlos III.. Nhìn về tổng thể nền kinh tế, tiến bộ hơn so với nửa thế kỷ trước, với năng suất kinh tế cao hơn, ít đói kém và dịch bệnh.

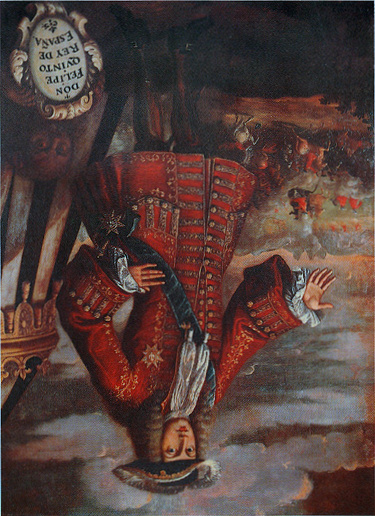
Tranh biếm họa vua Felipe V của Tây Ban Nha

Để tưởng nhớ về sự sỉ nhục mà nhà vua đã dành cho thành phố Xàtiva; trong một lần quân Tây Ban Nha giành chiến thắng tại trận Almansa trong Chiến tranh Kế vị Tây Ban Nha, Felipe đã hạ lệnh thiêu rụi thành phố và đổi tên nơi đây thành San Felipe; người dân nơi đây đã dựng lên một bức chân dung lộn ngược của nhà vua, hiện nay nó được trưng bày ở bảo tàng L'Almodí.
Tất cả các con cháu hợp pháp còn sống sót của Louis XIV ngày hôm nay đều là hậu duệ của Felipe V.

## Tổ tiên
| \| \| \| \| \| \| \| \| \| \| \| \| \| \| \| \| \| \| \| \| 16. Henri IV của Pháp (=22, 30) \| \| \| \| \| \| \| \| \| \| \| \| \| \| \| \| \| \| \| \| \| \| \| \| \| \| \| \| \| \| \| \| \| \| \| \| \| \| \| \| \| \| \| \| \| \| \| \| \| \| \| \| \| \| 8. Louis XIII của Pháp \| \| \| \| \| \| \| \| \| \| \| \| \| \| \| \| \| \| \| \| \| \| \| \| \| \| \| \| \| \| \| \| \| \| \| \| \| \| \| \| \| \| \| \| \| \| \| \| \| \| \| \| \| \| 17. Maria de' Medici (=23, 31) \| \| \| \| \| \| \| \| \| \| \| \| \| \| \| \| \| \| \| \| \| \| \| \| \| \| \| \| \| \| \| \| \| \| \| \| \| \| \| \| \| \| \| \| \| \| \| \| \| \| \| \| \| \| 4. Louis XIV của Pháp \| \| \| \| \| \| \| \| \| \| \| \| \| \| \| \| \| \| \| \| \| \| \| \| \| \| \| \| \| \| \| \| \| \| \| \| \| \| \| \| \| \| \| \| \| \| \| \| \| \| \| \| \| \| 20. Felipe III của Tây Ban Nha (=18) \| \| \| \| \| \| \| \| \| \| \| \| \| \| \| \| \| \| \| \| \| \| \| \| \| \| \| \| \| \| \| \| \| \| \| \| \| \| \| \| \| \| \| \| \| \| \| \| \| \| \| \| \| \| 9. Ana của Tây Ban Nha \| \| \| \| \| \| \| \| \| \| \| \| \| \| \| \| \| \| \| \| \| \| \| \| \| \| \| \| \| \| \| \| \| \| \| \| \| \| \| \| \| \| \| \| \| \| \| \| \| \| \| \| \| \| 19. Margaret của Áo (=21) \| \| \| \| \| \| \| \| \| \| \| \| \| \| \| \| \| \| \| \| \| \| \| \| \| \| \| \| \| \| \| \| \| \| \| \| \| \| \| \| \| \| \| \| \| \| \| \| \| \| \| \| \| \| 2. Louis của Pháp \| \| \| \| \| \| \| \| \| \| \| \| \| \| \| \| \| \| \| \| \| \| \| \| \| \| \| \| \| \| \| \| \| \| \| \| \| \| \| \| \| \| \| \| \| \| \| \| \| \| \| \| \| \| 20. Felipe III của Tây Ban Nha (=18) \| \| \| \| \| \| \| \| \| \| \| \| \| \| \| \| \| \| \| \| \| \| \| \| \| \| \| \| \| \| \| \| \| \| \| \| \| \| \| \| \| \| \| \| \| \| \| \| \| \| \| \| \| \| 10. Felipe IV của Tây Ban Nha \| \| \| \| \| \| \| \| \| \| \| \| \| \| \| \| \| \| \| \| \| \| \| \| \| \| \| \| \| \| \| \| \| \| \| \| \| \| \| \| \| \| \| \| \| \| \| \| \| \| \| \| \| \| 21. Margaret của Áo (=19) \| \| \| \| \| \| \| \| \| \| \| \| \| \| \| \| \| \| \| \| \| \| \| \| \| \| \| \| \| \| \| \| \| \| \| \| \| \| \| \| \| \| \| \| \| \| \| \| \| \| \| \| \| \| 5. María Teresa của Tây Ban Nha \| \| \| \| \| \| \| \| \| \| \| \| \| \| \| \| \| \| \| \| \| \| \| \| \| \| \| \| \| \| \| \| \| \| \| \| \| \| \| \| \| \| \| \| \| \| \| \| \| \| \| \| \| \| 22. Henri IV của Pháp (=16, 30) \| \| \| \| \| \| \| \| \| \| \| \| \| \| \| \| \| \| \| \| \| \| \| \| \| \| \| \| \| \| \| \| \| \| \| \| \| \| \| \| \| \| \| \| \| \| \| \| \| \| \| \| \| \| 11. Élisabeth của Pháp \| \| \| \| \| \| \| \| \| \| \| \| \| \| \| \| \| \| \| \| \| \| \| \| \| \| \| \| \| \| \| \| \| \| \| \| \| \| \| \| \| \| \| \| \| \| \| \| \| \| \| \| \| \| 23. Maria de' Medici (=17, 31) \| \| \| \| \| \| \| \| \| \| \| \| \| \| \| \| \| \| \| \| \| \| \| \| \| \| \| \| \| \| \| \| \| \| \| \| \| \| \| \| \| \| \| \| \| \| \| \| \| \| \| \| \| \| 1. Felipe V của Tây Ban Nha \| \| \| \| \| \| \| \| \| \| \| \| \| \| \| \| \| \| \| \| \| \| \| \| \| \| \| \| \| \| \| \| \| \| \| \| \| \| \| \| \| \| \| \| \| \| \| \| \| \| \| \| \| \| 24. William V, Công tước Bavaria \| \| \| \| \| \| \| \| \| \| \| \| \| \| \| \| \| \| \| \| \| \| \| \| \| \| \| \| \| \| \| \| \| \| \| \| \| \| \| \| \| \| \| \| \| \| \| \| \| \| \| \| \| \| 12. Maximilian I, Tuyển hầu tước Bavaria \| \| \| \| \| \| \| \| \| \| \| \| \| \| \| \| \| \| \| \| \| \| \| \| \| \| \| \| \| \| \| \| \| \| \| \| \| \| \| \| \| \| \| \| \| \| \| \| \| \| \| \| \| \| 25. Renata của Lorraine \| \| \| \| \| \| \| \| \| \| \| \| \| \| \| \| \| \| \| \| \| \| \| \| \| \| \| \| \| \| \| \| \| \| \| \| \| \| \| \| \| \| \| \| \| \| \| \| \| \| \| \| \| \| 6. Ferdinand Maria, Tuyển hầu tước Bavaria \| \| \| \| \| \| \| \| \| \| \| \| \| \| \| \| \| \| \| \| \| \| \| \| \| \| \| \| \| \| \| \| \| \| \| \| \| \| \| \| \| \| \| \| \| \| \| \| \| \| \| \| \| \| 26. Ferdinand II của Thánh chế La Mã \| \| \| \| \| \| \| \| \| \| \| \| \| \| \| \| \| \| \| \| \| \| \| \| \| \| \| \| \| \| \| \| \| \| \| \| \| \| \| \| \| \| \| \| \| \| \| \| \| \| \| \| \| \| 13. Maria Anna của Áo \| \| \| \| \| \| \| \| \| \| \| \| \| \| \| \| \| \| \| \| \| \| \| \| \| \| \| \| \| \| \| \| \| \| \| \| \| \| \| \| \| \| \| \| \| \| \| \| \| \| \| \| \| \| 27. Maria Anna xứ Bavaria \| \| \| \| \| \| \| \| \| \| \| \| \| \| \| \| \| \| \| \| \| \| \| \| \| \| \| \| \| \| \| \| \| \| \| \| \| \| \| \| \| \| \| \| \| \| \| \| \| \| \| \| \| \| 3. Maria Anna Victoria xứ Bayern \| \| \| \| \| \| \| \| \| \| \| \| \| \| \| \| \| \| \| \| \| \| \| \| \| \| \| \| \| \| \| \| \| \| \| \| \| \| \| \| \| \| \| \| \| \| \| \| \| \| \| \| \| \| 28. Carlo Emmanuele I của Savoia \| \| \| \| \| \| \| \| \| \| \| \| \| \| \| \| \| \| \| \| \| \| \| \| \| \| \| \| \| \| \| \| \| \| \| \| \| \| \| \| \| \| \| \| \| \| \| \| \| \| \| \| \| \| 14. Victor Amadeus I, Công tước Savoy \| \| \| \| \| \| \| \| \| \| \| \| \| \| \| \| \| \| \| \| \| \| \| \| \| \| \| \| \| \| \| \| \| \| \| \| \| \| \| \| \| \| \| \| \| \| \| \| \| \| \| \| \| \| 29. Catalina Micaela của Tây Ban Nha \| \| \| \| \| \| \| \| \| \| \| \| \| \| \| \| \| \| \| \| \| \| \| \| \| \| \| \| \| \| \| \| \| \| \| \| \| \| \| \| \| \| \| \| \| \| \| \| \| \| \| \| \| \| 7. Enrichetta Adelaide của Savoia \| \| \| \| \| \| \| \| \| \| \| \| \| \| \| \| \| \| \| \| \| \| \| \| \| \| \| \| \| \| \| \| \| \| \| \| \| \| \| \| \| \| \| \| \| \| \| \| \| \| \| \| \| \| 30. Henri IV của Pháp (=16, 22) \| \| \| \| \| \| \| \| \| \| \| \| \| \| \| \| \| \| \| \| \| \| \| \| \| \| \| \| \| \| \| \| \| \| \| \| \| \| \| \| \| \| \| \| \| \| \| \| \| \| \| \| \| \| 15. Christine Marie của Pháp \| \| \| \| \| \| \| \| \| \| \| \| \| \| \| \| \| \| \| \| \| \| \| \| \| \| \| \| \| \| \| \| \| \| \| \| \| \| \| \| \| \| \| \| \| \| \| \| \| \| \| \| \| \| 31. Maria de' Medici (=17, 23) \| \| \| \| \| \| \| \| \| \| \| \| \| \| \| \| \| \| \| \| \| \| \| \| \| \| \| \| \| \| \| \| \| \| \| \| \| \| \| \| \| \| \| \| \| \| \| \| \| \| \| \| |                                            |  |  |  |  |  |  |  |  |  |  |  |  |  |  |  |
| |                                            |  |  |  |  |  |  |  |  |  |  |  |  |  |  |  |
| | 16. Henri IV của Pháp (=22, 30)            |  |  |  |  |  |  |  |  |  |  |  |  |  |  |  |
| |                                            |  |  |  |  |  |  |  |  |  |  |  |  |  |  |  |
| |                                            |  |  |  |  |  |  |  |  |  |  |  |  |  |  |  |
| | 8. Louis XIII của Pháp                     |  |  |  |  |  |  |  |  |  |  |  |  |  |  |  |
| |                                            |  |  |  |  |  |  |  |  |  |  |  |  |  |  |  |
| |                                            |  |  |  |  |  |  |  |  |  |  |  |  |  |  |  |
| | 17. Maria de' Medici (=23, 31)             |  |  |  |  |  |  |  |  |  |  |  |  |  |  |  |
| |                                            |  |  |  |  |  |  |  |  |  |  |  |  |  |  |  |
| |                                            |  |  |  |  |  |  |  |  |  |  |  |  |  |  |  |
| | 4. Louis XIV của Pháp                      |  |  |  |  |  |  |  |  |  |  |  |  |  |  |  |
| |                                            |  |  |  |  |  |  |  |  |  |  |  |  |  |  |  |
| |                                            |  |  |  |  |  |  |  |  |  |  |  |  |  |  |  |
| | 20. Felipe III của Tây Ban Nha (=18)       |  |  |  |  |  |  |  |  |  |  |  |  |  |  |  |
| |                                            |  |  |  |  |  |  |  |  |  |  |  |  |  |  |  |
| |                                            |  |  |  |  |  |  |  |  |  |  |  |  |  |  |  |
| | 9. Ana của Tây Ban Nha                     |  |  |  |  |  |  |  |  |  |  |  |  |  |  |  |
| |                                            |  |  |  |  |  |  |  |  |  |  |  |  |  |  |  |
| |                                            |  |  |  |  |  |  |  |  |  |  |  |  |  |  |  |
| | 19. Margaret của Áo (=21)                  |  |  |  |  |  |  |  |  |  |  |  |  |  |  |  |
| |                                            |  |  |  |  |  |  |  |  |  |  |  |  |  |  |  |
| |                                            |  |  |  |  |  |  |  |  |  |  |  |  |  |  |  |
| | 2. Louis của Pháp                          |  |  |  |  |  |  |  |  |  |  |  |  |  |  |  |
| |                                            |  |  |  |  |  |  |  |  |  |  |  |  |  |  |  |
| |                                            |  |  |  |  |  |  |  |  |  |  |  |  |  |  |  |
| | 20. Felipe III của Tây Ban Nha (=18)       |  |  |  |  |  |  |  |  |  |  |  |  |  |  |  |
| |                                            |  |  |  |  |  |  |  |  |  |  |  |  |  |  |  |
| |                                            |  |  |  |  |  |  |  |  |  |  |  |  |  |  |  |
| | 10. Felipe IV của Tây Ban Nha              |  |  |  |  |  |  |  |  |  |  |  |  |  |  |  |
| |                                            |  |  |  |  |  |  |  |  |  |  |  |  |  |  |  |
| |                                            |  |  |  |  |  |  |  |  |  |  |  |  |  |  |  |
| | 21. Margaret của Áo (=19)                  |  |  |  |  |  |  |  |  |  |  |  |  |  |  |  |
| |                                            |  |  |  |  |  |  |  |  |  |  |  |  |  |  |  |
| |                                            |  |  |  |  |  |  |  |  |  |  |  |  |  |  |  |
| | 5. María Teresa của Tây Ban Nha            |  |  |  |  |  |  |  |  |  |  |  |  |  |  |  |
| |                                            |  |  |  |  |  |  |  |  |  |  |  |  |  |  |  |
| |                                            |  |  |  |  |  |  |  |  |  |  |  |  |  |  |  |
| | 22. Henri IV của Pháp (=16, 30)            |  |  |  |  |  |  |  |  |  |  |  |  |  |  |  |
| |                                            |  |  |  |  |  |  |  |  |  |  |  |  |  |  |  |
| |                                            |  |  |  |  |  |  |  |  |  |  |  |  |  |  |  |
| | 11. Élisabeth của Pháp                     |  |  |  |  |  |  |  |  |  |  |  |  |  |  |  |
| |                                            |  |  |  |  |  |  |  |  |  |  |  |  |  |  |  |
| |                                            |  |  |  |  |  |  |  |  |  |  |  |  |  |  |  |
| | 23. Maria de' Medici (=17, 31)             |  |  |  |  |  |  |  |  |  |  |  |  |  |  |  |
| |                                            |  |  |  |  |  |  |  |  |  |  |  |  |  |  |  |
| |                                            |  |  |  |  |  |  |  |  |  |  |  |  |  |  |  |
| | 1. Felipe V của Tây Ban Nha                |  |  |  |  |  |  |  |  |  |  |  |  |  |  |  |
| |                                            |  |  |  |  |  |  |  |  |  |  |  |  |  |  |  |
| |                                            |  |  |  |  |  |  |  |  |  |  |  |  |  |  |  |
| | 24. William V, Công tước Bavaria           |  |  |  |  |  |  |  |  |  |  |  |  |  |  |  |
| |                                            |  |  |  |  |  |  |  |  |  |  |  |  |  |  |  |
| |                                            |  |  |  |  |  |  |  |  |  |  |  |  |  |  |  |
| | 12. Maximilian I, Tuyển hầu tước Bavaria   |  |  |  |  |  |  |  |  |  |  |  |  |  |  |  |
| |                                            |  |  |  |  |  |  |  |  |  |  |  |  |  |  |  |
| |                                            |  |  |  |  |  |  |  |  |  |  |  |  |  |  |  |
| | 25. Renata của Lorraine                    |  |  |  |  |  |  |  |  |  |  |  |  |  |  |  |
| |                                            |  |  |  |  |  |  |  |  |  |  |  |  |  |  |  |
| |                                            |  |  |  |  |  |  |  |  |  |  |  |  |  |  |  |
| | 6. Ferdinand Maria, Tuyển hầu tước Bavaria |  |  |  |  |  |  |  |  |  |  |  |  |  |  |  |
| |                                            |  |  |  |  |  |  |  |  |  |  |  |  |  |  |  |
| |                                            |  |  |  |  |  |  |  |  |  |  |  |  |  |  |  |
| | 26. Ferdinand II của Thánh chế La Mã       |  |  |  |  |  |  |  |  |  |  |  |  |  |  |  |
| |                                            |  |  |  |  |  |  |  |  |  |  |  |  |  |  |  |
| |                                            |  |  |  |  |  |  |  |  |  |  |  |  |  |  |  |
| | 13. Maria Anna của Áo                      |  |  |  |  |  |  |  |  |  |  |  |  |  |  |  |
| |                                            |  |  |  |  |  |  |  |  |  |  |  |  |  |  |  |
| |                                            |  |  |  |  |  |  |  |  |  |  |  |  |  |  |  |
| | 27. Maria Anna xứ Bavaria                  |  |  |  |  |  |  |  |  |  |  |  |  |  |  |  |
| |                                            |  |  |  |  |  |  |  |  |  |  |  |  |  |  |  |
| |                                            |  |  |  |  |  |  |  |  |  |  |  |  |  |  |  |
| | 3. Maria Anna Victoria xứ Bayern           |  |  |  |  |  |  |  |  |  |  |  |  |  |  |  |
| |                                            |  |  |  |  |  |  |  |  |  |  |  |  |  |  |  |
| |                                            |  |  |  |  |  |  |  |  |  |  |  |  |  |  |  |
| | 28. Carlo Emmanuele I của Savoia           |  |  |  |  |  |  |  |  |  |  |  |  |  |  |  |
| |                                            |  |  |  |  |  |  |  |  |  |  |  |  |  |  |  |
| |                                            |  |  |  |  |  |  |  |  |  |  |  |  |  |  |  |
| | 14. Victor Amadeus I, Công tước Savoy      |  |  |  |  |  |  |  |  |  |  |  |  |  |  |  |
| |                                            |  |  |  |  |  |  |  |  |  |  |  |  |  |  |  |
| |                                            |  |  |  |  |  |  |  |  |  |  |  |  |  |  |  |
| | 29. Catalina Micaela của Tây Ban Nha       |  |  |  |  |  |  |  |  |  |  |  |  |  |  |  |
| |                                            |  |  |  |  |  |  |  |  |  |  |  |  |  |  |  |
| |                                            |  |  |  |  |  |  |  |  |  |  |  |  |  |  |  |
| | 7. Enrichetta Adelaide của Savoia          |  |  |  |  |  |  |  |  |  |  |  |  |  |  |  |
| |                                            |  |  |  |  |  |  |  |  |  |  |  |  |  |  |  |
| |                                            |  |  |  |  |  |  |  |  |  |  |  |  |  |  |  |
| | 30. Henri IV của Pháp (=16, 22)            |  |  |  |  |  |  |  |  |  |  |  |  |  |  |  |
| |                                            |  |  |  |  |  |  |  |  |  |  |  |  |  |  |  |
| |                                            |  |  |  |  |  |  |  |  |  |  |  |  |  |  |  |
| | 15. Christine Marie của Pháp               |  |  |  |  |  |  |  |  |  |  |  |  |  |  |  |
| |                                            |  |  |  |  |  |  |  |  |  |  |  |  |  |  |  |
| |                                            |  |  |  |  |  |  |  |  |  |  |  |  |  |  |  |
| | 31. Maria de' Medici (=17, 23)             |  |  |  |  |  |  |  |  |  |  |  |  |  |  |  |
| |                                            |  |  |  |  |  |  |  |  |  |  |  |  |  |  |  |
| |                                            |  |  |  |  |  |  |  |  |  |  |  |  |  |  |  |